# 1919 en France
Chronologie de la France
- 1915
- 1916
- 1917
- 1918
- 1919
- 1920
- 1921
- 1922
- 1923

Cette page concerne l'année 1919 du calendrier grégorien.

## Événements

### Janvier
- 18 janvier : ouverture de la conférence de la Paix au Quai d’Orsay à Paris[1] (1919-1921) qui réunit les représentants des 27 États victorieux de la Première Guerre mondiale afin de négocier les traités de paix et de créer la Société des Nations. Georges Clemenceau en est élu président, les autres représentants des grands pays sont le Britannique David Lloyd George, l'Américain Thomas Woodrow Wilson et l'Italien Vittorio Orlando.

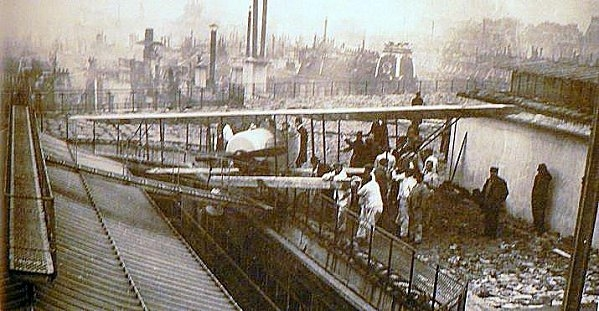
Jules Védrines et so Caudron G III, sur le toit des Galeries Lafayette.

- 19 janvier : l'aviateur Jules Védrines pose son avion Caudron G III sur les toits des Galeries Lafayette. Il empoche le prix de 25 000 francs offerts pour cet exploit mais devient aussi le premier délinquant aérien de l'histoire en contrevenant aux ordres de la Préfecture de Paris. Il meurt le 21 avril suivant en inaugurant la ligne Paris-Rome[2].

### Février
- 3 février : le président Wilson est reçu à la Chambre des députés[1].
- 4 février : loi Jonnart, qui modifie le statut juridique des indigènes d'Algérie en permettant l'accession d'une partie des musulmans aux droits civiques[3].
- 5 février : accident ferroviaire du tunnel de Nanteuil-Saâcy. Il aurait été provoqué selon la presse par une « machine infernale », en fait un phonographe[4].
- 8 février : la première liaison aérienne comportant onze passagers relie Paris et Londres sur un Farman F.60 piloté par Lucien Bossoutrot[5].
- 10 février : ouverture à Paris de la conférence des femmes interalliées[6].
- 19 février :
  - attentat contre Georges Clemenceau par l'anarchiste Émile Cottin. Clemenceau est blessé[7].
  - création à Strasbourg de l'Union populaire républicaine d'Alsace, parti démocrate-chrétien régionaliste[8].
- 19 - 21 février : premier Congrès panafricain à Paris (W. E. B. Du Bois, Blaise Diagne). Il cherche à obtenir des puissances coloniales une reconnaissance des services rendus par les Africains pendant la guerre et un nouveau statut pour la race noire en Afrique[9].

### Mars
- 2 mars : création à Metz de l'Union républicaine lorraine[8].
- 9 mars : premier match international de football de l'après-guerre à Bruxelles France - Belgique ; match nul 2 à 2[10].
- 14 mars :
  - Lloyd George s’oppose au plan de Clemenceau d’annexion de la Rhénanie tout en acceptant une occupation militaire temporaire. Il suggère que la frontière franco-allemande soit garantie par Londres et Washington. Clemenceau accepte deux jours après malgré l’opposition de Foch[11].
  - « loi Cornudet », première loi française d'urbanisme, complétée en 1924. Elle impose un plan d'aménagement, le raccordement à la voirie, un permis de construire à toutes les villes de plus de 10 000 habitants[12].
- 14 mars : les débats s'ouvrent à la Chambre des députés pour discuter du projet de réforme électorale préparé par la commission du suffrage universel[13] ; le 21 mars, Aristide Briand prend franchement parti pour la représentation proportionnelle pour remplacer le scrutin d'arrondissement (loi du 12 juillet 1919)[14].
- 22 mars : loi qui institue une prime de démobilisation d'un montant de 250 francs appliquée par le décret ministériel du 27 mars)[14].
- 25 mars : loi sur les conventions collectives[15].
- 29 mars : acquittement de Raoul Villain, l'assassin de Jean Jaurès. Cent mille personnes manifestent à Paris le 6 avril[16].

### Avril
- 7 avril : création de la fédération française de football par la transformation du Comité français interfédéral créé en 1906. La nouvelle structure regroupe 30 000 licenciés répartis dans 1 200 clubs. Le premier président est Jules Rimet futur président de la Fifa (1921) et créateur de la coupe du monde de football[17].
- 17 avril : loi sur les dommages de guerre dite « charte des sinistrés » (loi sur le droit individuel à la réparation des dommages causés aux biens par le déroulement de la guerre). Elle institue des commissions cantonales d'évaluation et des tribunaux pour juger les litiges[18].
- 19-21 avril : sous l'impulsion de l'officier mécanicien André Marty, mutineries sur des navires français en Mer Noire, principalement à Sébastopol et Odessa[19].

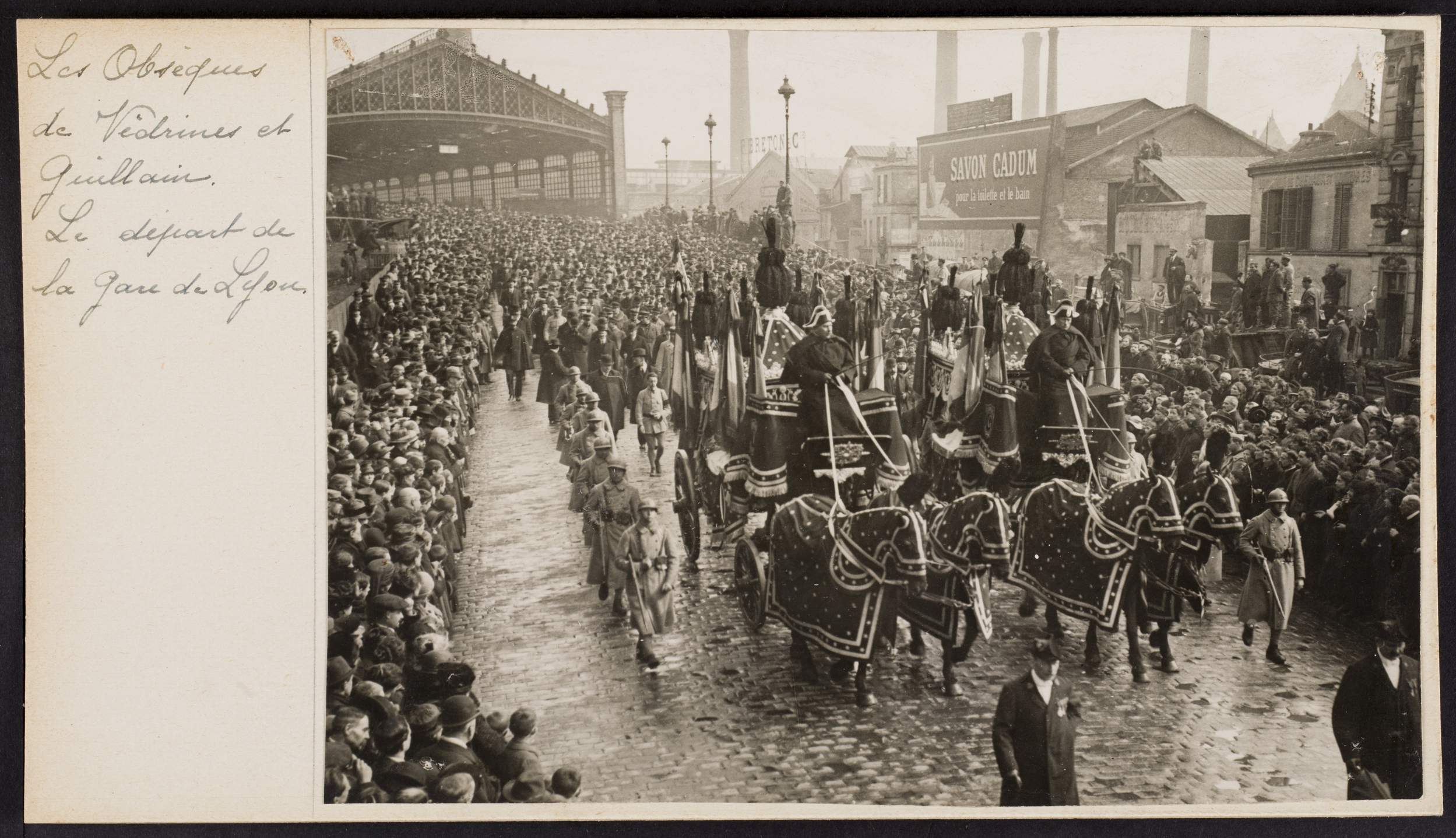
Funérailles de l'aviateur Jules Védrines et de son mécanicien Marcel Guillain, 26 avril 1919.

- 21 avril : l'as de l'aviation Jules Védrines meurt en s'écrasant à Saint-Rambert-d'Albon, dans la Drôme, à la suite d'une panne lors du vol inaugural de la liaison Paris-Rome[20].
- 22 avril : après être parvenus à un accord sur les réparations allemandes et sur la Sarre, les Alliés s’entendent sur l’occupation temporaire de la Rhénanie par les troupes françaises[21].
- 23 avril : une loi fixe la durée du travail à huit heures par jour et à 48 heures par semaine[22].

### Mai
- 1er mai : manifestation de la C.G.T. pour une application stricte de la loi des huit heures ; atmosphère d'émeute à Paris. La ville est quadrillée par la troupe et un jeune manifestant de 19 ans, Charles Lorne, est tué avenue de l'Opéra[23].
- 6 mai : loi relative à la protection des appellations d'origine[24].

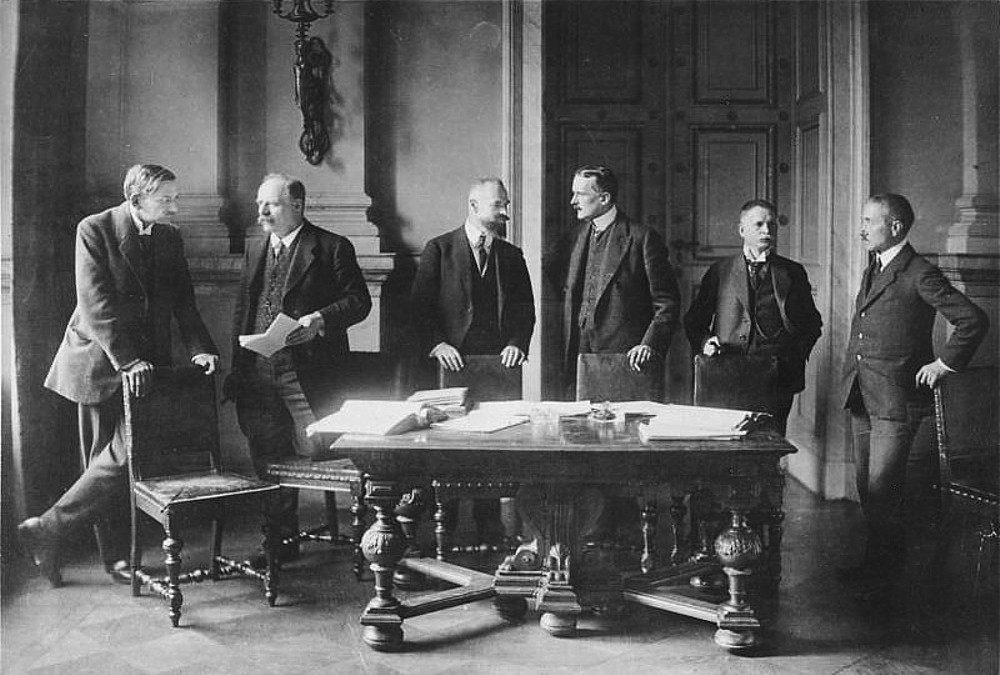
Les membres de la délégation allemande. De gauche à droite : Walther Schücking, Johannes Giesberts, Otto Landsberg, Ulrich von Brockdorff-Rantzau, Robert Leinert, Carl Melchior.

- 7 mai : remise à la délégation allemande des conditions de la paix au « Trianon Palace » à Versailles ; le gouvernement allemand dispose de quinze jours pour formuler des observations, puis à partir de la réponse des Alliés le 16 juin de cinq jours pour accepter le texte sous la menace d’une rupture de l’armistice et de l’invasion de l’Allemagne[25].
- 8 mai : des moines cisterciens originaires d'Espagne arrivent à l'Abbaye Saint-Michel de Cuxa, dans les Pyrénées-Orientales, pour faire revivre l'Abbaye abandonnée depuis la Révolution[26].
- 18 mai : célébration à Paris de la fête en hommage à Jeanne d'Arc[27].
- 20 mai : la Chambre examine la proposition de loi accordant le droit de vote aux femmes pour les scrutins municipaux, d'arrondissement et des conseils généraux. Les députés adoptent avec 344 voix contre 95 le contre-projet Bon-Andrieux-Dumont accordant aux femmes la totalité des droits politiques. Après avoir retardé l'inscription du texe à l'ordre du jour, le Sénat le repousse le 21 novembre 1922 par 156 voix contre 134 et 19 abstentions[28].
- 28 mai : sortie d'usine de la première automobile Citroën, la « type A »[29], présentée le 4 juin sur les Champs-Élysées[30].

### Juin

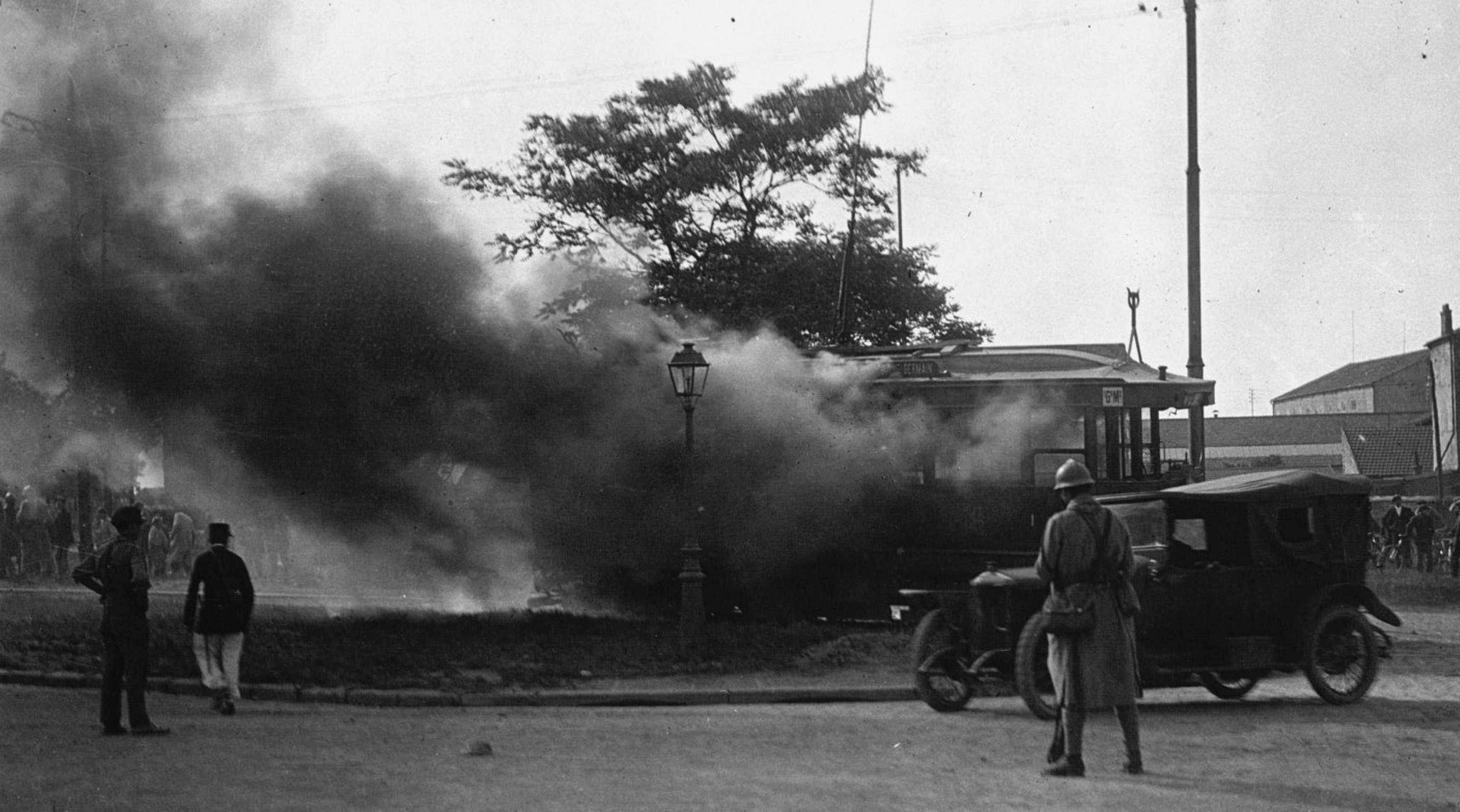
Incendie d'une rame de tramway de la ligne Saint-Germain par les grévistes.

- 2-30 juin : grève générale des ouvriers métallurgistes de la région parisienne[31]. Ils sont rejoints dans le courant du mois par les ouvriers des secteurs la chimie, de la parfumerie, du caoutchouc et de la pharmacie (71 000 grévistes), les employés des transports parisiens (plus de 20 000 grévistes), les blanchisseuses (18 000 grévistes), les peintres en bâtiment (15 000 grévistes), les employés de commerce (4 500 grévistes)... soit plus de 300 000 grévistes au total en mai-juin-juillet 1919[32].
- 16 juin : les employés des transports parisiens repprenent le travail[31].

- 28 juin :

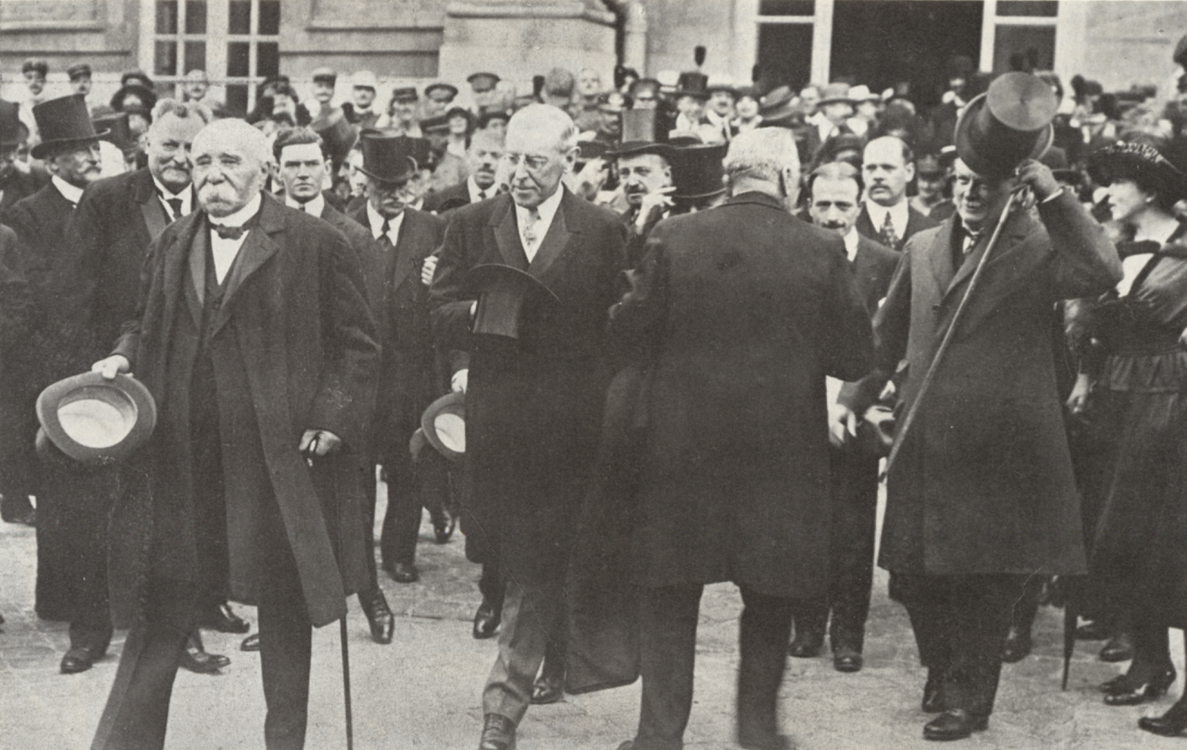
Les chefs de gouvernement lors de la signature du traité de Versailles.

  - signature du traité de Versailles dans la galerie des glaces du château[1].
  - les métallos parisiens décident de reprendre le travail sans avoir rien obtenu[15].
- 29 juin : 100 000 personnes manifestent à l'appel de l'Union confédérale des locataires du boulevard Saint-Germain à l'Opéra à Paris pour dénoncer la crise du logement[33].

### Juillet
- 4 juillet : création de la confédération générale de la production française  à l'initiative d'Étienne Clémentel, Ministre du Commerce et de l'Industrie pour fédérer l'ensemble du patronat français[34] (ou le 19 mars[35] ou le 31 juillet[36]).
- 12 juillet : réforme électorale ; adoption du système mixte majoritaire-proportionnel[37].

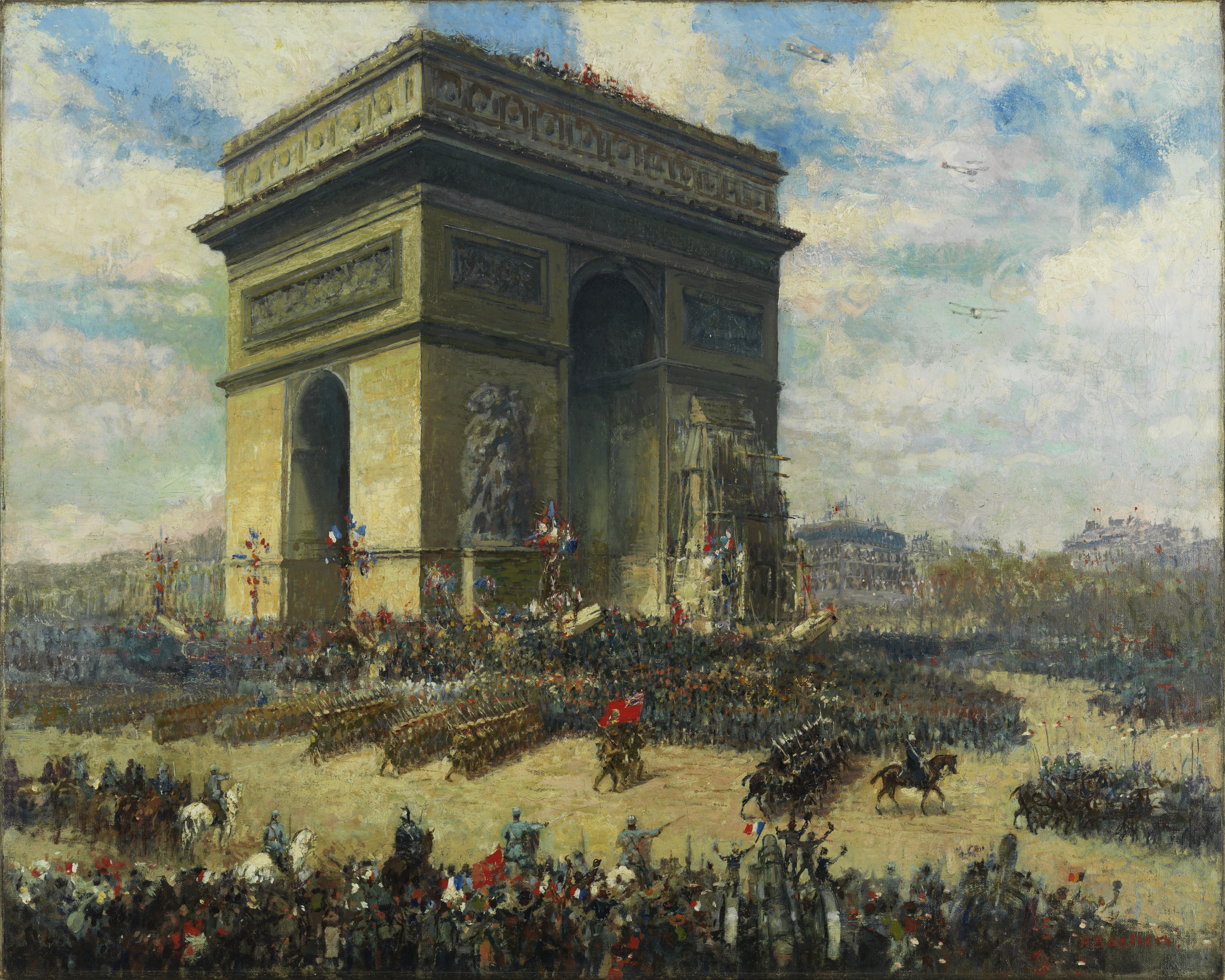
Alfred Bastien - Les troupes canadiennes défilent sous l'Arc de Triomphe de Paris lors du défilé de la victoire.

- 14 juillet : défilé de la Victoire[1].
- 16 juillet : décret instituant un Conseil national économique[15].
- 18 juillet : mort de la première femme aviatrice du monde et française: Élisa Deroche.
- 25 juillet : loi Astier, créant des cours professionnels (14-18 ans) et des écoles d'enseignement technique[15].

### Août
- 1er août : Paul Poiret présente sa première collection d'après-guerre[38]. De nouvelles maisons de couture apparaissent à Paris : Maggy Rouff sur les Champs-Élysées, Jean Patou, Edward Molyneux au 14 rue Royale, Chanel, 31 avenue Matignon, qui apportent de grands changements[39].
- 5 août : loi modifiant le régime douanier des produits pétrolifères. En favorisant les importations de pétrole brut, elle renforce les industries de raffinage françaises[40].
- 7 août : le pilote français Charles Godefroy passe sous l'Arc de triomphe, à Paris[41].
- 19 août : premier Conseil d'Administration de l'École supérieure de commerce de Clermont[42].

### Septembre

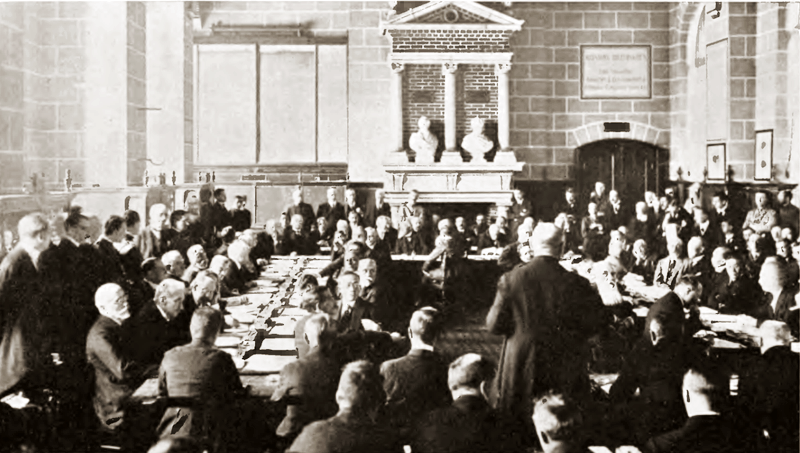
Traité de Saint-Germain.

- 10 septembre : signature du traité de Saint-Germain-en-Laye entre les Alliés et l’Autriche. Démembrement de l’empire Austro-hongrois. L’Anschluss (unification entre l’Allemagne et l’Autriche) est interdite[43].
- 16 septembre : la chambre d'accusation renvoie Joseph Caillaux, ancien président du Conseil accusé d'intelligence avec l'ennemi, devant le Sénat réuni en cour de justice[44].

### Octobre
- 2 octobre : la Chambre ratifie le traité de Versailles[1].
- 10 octobre : loi créant le crédit national, il émet des obligations pour payer les dommages aux personnes sinistrées par la première guerre mondiale[45].
- 11 octobre : le Sénat ratifie le traité de Versailles[46].
- 13 octobre : convention de Paris portant réglementation de la navigation aérienne[47].
- 21 octobre : loi suivie du décret du 7 novembre créant la direction du Budget et du contrôle financier (DBCF)[48],[49].
- 23 octobre : ouverture du procès de Joseph Caillaux traduit devant le Sénat réuni en haute cour de Justice au Palais du Luxembourg (fin le 23 avril 1920[50].
- 25 octobre : à la veille du premier anniversaire de l'armistice du 11 novembre 1918 est votée une loi relative à la commémoration et à la glorification des morts pour la France au cours de la Grande guerre, adoptée par le Parlement et promulguée par le Président du Conseil des Ministres et ministre des Affaires étrangères Raymond Poincaré[51]. Cette loi est à l'origine de la minute de silence, pratiquée pour la première fois le 11 novembre 1919.
- 26 octobre : le journal Le Temps publie le texte du programme électoral présenté par Bloc national sous le titre  « L'entente des républicains » (l'Alliance démocratique républicaine, la Fédération républicaine, le Parti radical, le Parti républicain-socialiste, le Comité républicain du commerce, de l'industrie et de l'agriculture)[52]. Le Bloc national fonde sa campagne sur le slogan « l’Allemagne paiera » pour les élections législatives du 16 novembre[53].

### Novembre
- 1er-2 novembre : fondation de la Confédération française des travailleurs chrétiens (CFTC)[15].
- 6 novembre : Albert Lebrun, ministre des Régions libérées, critiqué par Georges Clemenceau, démissionne. André Tardieu le remplace[54].
- 11 novembre-1er décembre : grève générale des ouvriers imprimeurs. Le syndicat des directeurs de journaux fait paraître immédiatement un journal imprimé par des jaunes, La Presse de Paris et le mouvement s'achève sans que les ouvriers obtiennent satisfaction sur leurs salaires[55].

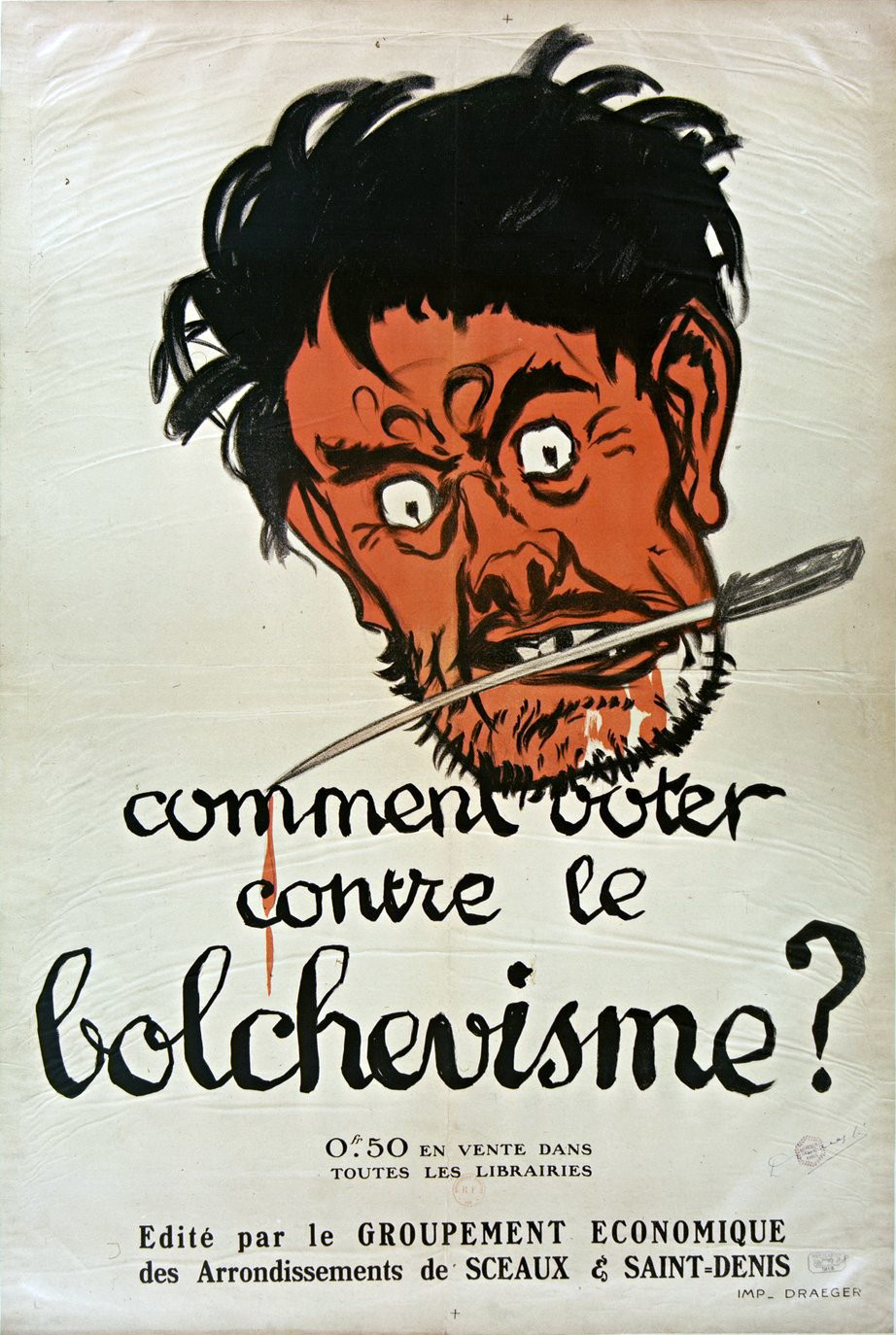
Affiche électorale du Bloc national.

- 16 novembre : succès électoral du Bloc national aux législatives[1]. Débuts de la « chambre bleu horizon » (433 élus de droite pour 180 à gauche, dont 68 socialistes). La division de la gauche entre socialistes et radicaux a facilité la victoire de la droite. Fin de l'Union sacrée. Édouard Herriot est élu député.
- 17 novembre : Sylvia Beach ouvre la librairie Shakespeare and Company au 8 rue Dupuytren à Paris[56].
- 19 novembre : le Sénat américain repousse le traité de Versailles[57].
- 21 novembre : le général Gouraud, nommé le 8 octobre haut-commissaire français en Syrie et en Cilicie et Commandant en chef de l'Armée du Levant débarque à Beyrouth[58].
- 27 novembre : les Alliés signent le traité de Neuilly-sur-Seine avec la Bulgarie, qui perd la Dobroudja méridionale et cède la Thrace occidentale à la Grèce. Les frontières sont délimitées avec la Yougoslavie[1].
- 30 novembre et 7 décembre : élections municipales[59].
- Création de la Confédération internationale des étudiants à l'initiative de l'union nationale des étudiants de France (UNEF) lors de son congrès de Strasbourg[60].

### Décembre
- 8 décembre : les députés d’Alsace-Lorraine sont accueillis à la Chambre[1].
- 23 décembre : Clemenceau justifie devant la Chambre le « cordon sanitaire » instauré par les Alliés autour de la Russie soviétique[61].
- 30 décembre : loi sur le lancement d’un nouvel emprunt - dit de la reconstruction[62] -  au taux de 5 %, remboursable en 60 ans.

## Naissances en 1919
- 5 janvier : Cécil Saint-Laurent (Jacques Laurent), écrivain français († 2000).
- 12 janvier : Jacques Mauclair, comédien français († 2001).
- 15 janvier : Maurice Herzog, alpiniste et homme politique français († 13 décembre 2012).
- 24 mars : Claude Bertrand, acteur français († 1986).
- 29 avril : Gérard Oury, comédien et cinéaste français († 2006).
- 10 mai : André Diligent, homme politique français († 2002).
- 12 mai : Pierre Brambilla, coureur cycliste français († 13 février 1984).
- 10 juillet : 
  - Albert Caraco, philosophe français († 1971).
  - Pierre Gamarra, écrivain français († 2009)
- 11 juillet : Henri Fenet, commandant SS français († 2002).
- 14 juillet : Lino Ventura, acteur franco-italien († 1987).
- 19 juillet : Robert Pinget, écrivain français d'origine suisse ( 25 août 1997).
- 29 juillet : Gilbert Duchêne, évêque catholique français, évêque émérite de Saint-Claude († 29 novembre 2009).
- 31 juillet : Maurice Boitel, peintre français († 2007).
- 11 août : Ginette Neveu, violoniste française († 1949).
- 9 septembre : Jacques Marin, comédien français († 2001).
- 23 septembre : Pierre-Roland Giot, préhistorien français, considéré comme le créateur de l'archéologie armoricaine moderne. († 4 janvier 2002).
- 3 octobre : Jean Lefebvre, comédien français († 9 juillet 2004).
- 8 octobre :  André Valmy, comédien français.
- 18 octobre : Suzanne Bachelard, philosophe française († 3 novembre 2007).
- 20 novembre : Maurice Delorme, évêque catholique français, évêque auxiliaire émérite de Lyon.(† 27 décembre 2012)
- 26 novembre : Henri Vidal, acteur français († 10 décembre 1959).
- 24 décembre : Pierre Soulages, peintre français.

## Décès en 1919
- 25 février : André Chantemesse, médecin et biologiste français (° 23 octobre 1851).
- 1er juin : Paul Cunisset-Carnot, magistrat, homme politique et écrivain français.
- 27 octobre : Alfred Roll, peintre français (° 1er mars 1846).
- 3 décembre : Pierre-Auguste Renoir, peintre français (° 1841).